# Каракога (Северо-Казахстанская область)
Каракога (каз. Қарақоға) — село в районе Магжана Жумабаева Северо-Казахстанской области Казахстана. Административный центр Каракогинского сельского округа. Код КАТО — 593651100.

## География
Расположено около озёр Солодка и Солёное. Станция Каракога относится к Петропавловскому отделению Южно-Уральской железной дороги. Код станции — 825166.

## Население
В 1999 году население села составляло 2176 человек (1033 мужчины и 1143 женщины). По данным переписи 2009 года, в селе проживало 1962 человека (947 мужчин и 1015 женщин).

## История[4]
Железнодорожная станция была образована в 1904 году. К этому времени уже была проложена однопутная колея. Шла русско-японская война, поэтому через станцию проходили в основном военные эшелоны, билеты на поезд достать было трудно.
Постепенно был выстроен вокзал. Около вокзала было построено несколько казарм, где жили рабочие-железнодорожники со своими семьями. Около станции была водокачка.
Казахи приезжали сюда для заготовки чёрного камыша, из его распустившейся головки делали подушки. В 1908 году станция получила название «Кара кога», что означает в переводе с казахского языка «Чёрный камыш».
Первым начальником станции был Андреев А. К этому времени уже существовала одна улица, которую назвали Собачёвка, ныне улица Садовая.
В 1936 году был проложен второй железнодорожный путь.
Само село Каракога образовалось в 1924 году. Его основали переселенцы из деревни Елчиной Седельниковского района Омской области. Вначале была построена улица, которая получила название Карагужинка, она находилась недалеко от озера. К концу 1920-х годов в селе Каракога насчитывалось около тридцати домов. Постепенно в Каракогу стали переселяться люди из других сёл: Лебяжки, Ново-Успенки, Красного и Образца.
В 1924 году был образован небольшой кирпичный завод, на котором выжигали кирпич.
В 1928 году в Каракоге была образована артель по совместной обработке земли. В этом же году началось строительство элеватора. Первый корпус элеватора строился на заболоченных местах. Не было техники, всё делалось вручную. В 1929 году первый корпус был построен, а окончательно сдан в эксплуатацию в 1930 году. Производительность элеватора была мала, и поэтому в 1931 году около первого корпуса начинается строительство второго, который был закончен к 1935 году.
В 1929 году Каракога стала отделением коммуны «Образец». Коммуна просуществовала до 1933 года.
За годы Советской власти постепенно менялся облик села. В годы первых пятилеток на станции появилось здание «Почты». В здании помещались радиоузел, телеграф и коммутатор.
В 1931 году было построено здание начальной школы. Находилось оно на Карагужинке (ныне улица Кирова). После четвертого класса дети продолжали своё обучение в Образцовской семилетней школе.
В 1940-х годах началось строительство нового элеватора. В последующие годы идёт строительство складов и помещений для хранения, сушки и обработки зерна.
В 1941 году было принято решение о создании Конюховского района с райцентром в селе Конюхово, но так как там не хватало помещений для размещения организаций района и квартир для руководителей, то временно решили районный центр перевести в село Каракога. Так образовался Конюховский район с центром в селе Каракога. Районный центр в селе Каракога просуществовал до 1961 года. С 1962 года в селе Каракога находится центральная усадьба совхоза «Каракогинский».
Благодаря тому, что Каракога стала районным центром, здесь появились новые организации: райком, райисполком, РайФО, сельпо, сберкасса, больница.
В 1952 году в Каракоге было построено здание семилетней школы.
В 1974 году было построено новое трёхэтажное здание средней школы. При школе имелся интернат, теплица, в которой зимой и летом выращивали свежую зелень. Имеется приусадебный участок, где дети выращивают ягоды, овощи, фрукты.
На территории села было ПТУ № 21 (ПТШ № 21). Училище готовило высококвалифицированных рабочих для сельского хозяйства по специальностям: тракторист-машинист широкого профиля с правом вождения автомобилей всех категорий, электромонтёр, лаборант, учётчик молока.